# Stagnacja (album)
Stagnacja – pierwszy album studyjny polskiej grupy muzycznej Desdemona. Płyta została wydana w 2000 roku nakładem nieistniejącej już wytwórni fonograficznej Morbid Noizz Productions. Płyta nagrana z pierwszą wokalistką grupy Joanną Radłowską, również ówczesną autorką tekstów, oprócz tekstu do utworu „Aleja Gwiazd”. Gościnnie na płycie zaśpiewały Monika Piasecka oraz Anairda.

## Lista utworów
Opracowano na podstawie materiału źródłowego.
1. „Ślady przeznaczenia” (muz. Desdemona, sł. Joanna Radłowska) – 5:03
2. „Shira” (muz. Desdemona, sł. Joanna Radłowska) – 3:50
3. „Fabryka czasu” (muz. Desdemona, sł. Joanna Radłowska) – 1:43
4. „Niespełniony” (muz. Desdemona, sł. Joanna Radłowska) – 3:50
5. „Tryumf” (muz. Desdemona, sł. Joanna Radłowska) – 4:40
6. „W słońcu dawnych dni” (muz. Desdemona, sł. Joanna Radłowska) – 3:56
7. „Sens wyobraźni” (muz. Desdemona, sł. Joanna Radłowska) – 3:46
8. „Stagnacja” (muz. Desdemona, sł. Joanna Radłowska) – 1:16
9. „Aleja gwiazd” (muz. Desdemona, sł. Zdzisława Sośnicka) – 3:22
10. „Złudzenie” (muz. Desdemona, sł. Joanna Radłowska) – 4:40

## Twórcy
Opracowano na podstawie materiału źródłowego.
| - Joanna Radlowska - śpiew - Mariusz Fraszczak - gitara basowa - Krzysztof Choraży - gitara - Michał Odachowski - gitara - Dawid Marków - instrumenty klawiszowe | - Monika Piasecka - gościnnie śpiew - Anairda - gościnnie śpiew - Robert Baum - miksowanie - Michał Christoph - miksowanie - Piotr Madziar - mastering |